# Sally Heckel
Sally Heckel (* 20. Jahrhundert in Rochester) ist eine US-amerikanische Filmregisseurin und -produzentin.

## Leben
Sally Heckel wuchs in Rochester, New York auf. 1974 machte sie ihren Master-Abschluss im Film am New York University Graduate Institute of Film/TV. Während ihrer Studienzeit drehte sie die Kurzfilme Ordinary Days und Lou, die vom Leben in New York City erzählen. 1977 erschien It's Not a One-Person Thing, der die Arbeit der Federation of Southern Cooperatives behandelt.
1980 drehte sie die beiden Kurzfilme The Bent Tree sowie A Jury of Her Peers. Letzterer basiert auf einer Kurzgeschichte von Susan Glaspell. Das 30-minütige Werk wurde bei der Oscarverleihung 1981 als Bester Kurzfilm nominiert. The Bent Tree dagegen verwendete Sandanimation und basiert auf dem yiddischen Folksong Oyfn weg shtyt a boym von Itzik Manger, der 1938 im Ghetto von Warschau entstand.
2008 erschien Unspeakable, ihr erster Langfilm, in dem sie versucht, den Selbstmord ihres Vaters vor 20 Jahren zu verarbeiten.

## Filmografie
- 1971: Lou (Kurzfilm)
- 1974: Ordinary Days (Kurzfilm)
- 1977: It’s Not a One-Person Thing (Kurzfilm)
- 1980: The Bent Tree (Kurzfilm)
- 1980: A Jury of Her Peers (Kurzfilm)
- 2008: Unspeakable